# Талкара
Талкара́ (каз. Талқара) — село у складі Аккольського району Акмолинської області Казахстану. Входить до складу Урюпінського сільського округу.
Населення — 213 осіб (2021; 321 у 2009, 359 у 1999, 392 у 1989).
Національний склад станом на 1989 рік:
- росіяни — 45 %
- казахи — 23 %.

До 2009 року село називалось Красний Бор.